# La Salamandre (film, 1971)
Pour les articles homonymes, voir La Salamandre.
Pour plus de détails, voir Fiche technique et Distribution.
La Salamandre est un film suisse réalisé par Alain Tanner, sorti en 1971, avec Bulle Ogier, Jean-Luc Bideau et Jacques Denis dans les rôles principaux.

## Synopsis
Pierre, journaliste, est contacté pour écrire un scénario pour la télévision suisse à partir d'un fait divers qui s'est déroulé deux ans auparavant : une jeune fille, Rosemonde, fut accusée d'avoir tiré à la carabine sur son oncle qui l'hébergeait, le procès se termina en non-lieu. Pierre appelle à la rescousse Paul, un ami écrivain. Ils vont aborder le sujet de deux façons différentes. Pierre privilégie une approche de terrain à base d'interviews, Paul imagine les personnages à partir des quelques éléments connus. Pierre retrouve rapidement Rosemonde, qui travaille comme ouvrière dans une usine de saucisses.

## Fiche technique
- Titre : La Salamandre
- Réalisation : Alain Tanner
- Assistants réalisateurs : Michel Schopfer / Florian Rochat, Jean-Pierre Garnier
- Scénario : Alain Tanner avec la collaboration de John Berger
- Producteurs : Alain Tanner / Producteur associé : Gabriel Auer / Coproducteurs : Jean-Louis Roy, Claude Goretta et Jean-Jacques Lagrange
- Musique : Patrick Moraz, interprétée par le Main Horse Airline
- Directeur de la photographie : Renato Berta
- Cadreur : Sandro Bernardoni
- Montage : Brigitte Sousselier, assistée de Marc Blavet
- Son direct : Marcel Sommerer, assisté de Gérard Rhône
- Sociétés de production : Filmograph S.A., Forum Films, Svociné, Groupe 5
- Sociétés de distribution  Suisse CAB Productions SA,  France NEF Diffusion
- Pays d'origine : Suisse
- Format : Noir et blanc[1] - Mono - 35 mm
- Genre : Comédie dramatique
- Durée : 119 minutes
- Dates de sortie : 
  -  France : 27 octobre 1971
  -  Belgique : 16 novembre 1978 (Gand)

## Distribution

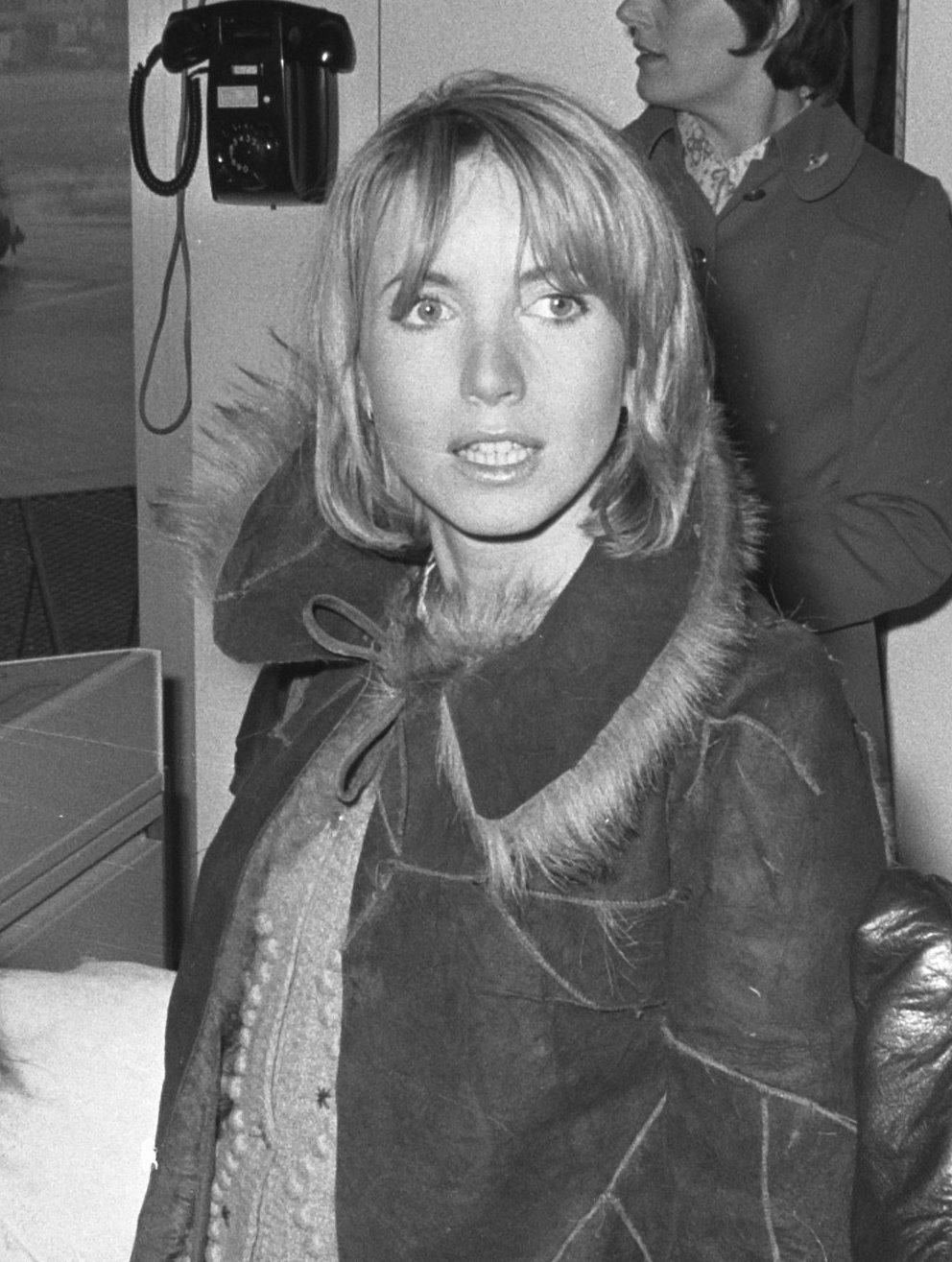
Bulle Ogier (1972).

- Bulle Ogier : Rosemonde, une fille libre
- Jean-Luc Bideau : Pierre, un journaliste qui enquête sur Rosemonde
- Jacques Denis : Paul, un écrivain qui collabore avec lui sur un scénario autour de Rosemonde
- Marblum Jequier : Lydie, la femme de Paul
- Véronique Alain : Suzanne, la colocataire de Rosemonde
- Dominique Catton : Roger, un amant de Rosemonde
- Marcel Vidal : l'oncle de Rosemonde
- Mista Préchac : la mère de Rosemonde
- Daniel Stuffel : le patron du magasin de chaussures
- Violette Fleury : la mère du patron du magasin de chaussures
- Pierre Walker : l'inspecteur de la Régie
- Antoine Bordier : l'inspecteur de la Défense civile
- Guillaume Chenevière : l'inspecteur de police
- Janine Christoffe : Catherine, une amie de Pierre
- Claudine Berthet : Zoé, la dactylo
- Michel Viala : le patron peintre en bâtiment
- Jean-Christophe Malan : le contremaître de l'usine de saucisses
- Nathalie Simon : la fille de Paul et de Lydie
- François Simon : un client du magasin de chaussures
- Denise Chollet : une cliente du magasin de chaussures
- Marcel Robert : Max, un ami
- Anne-Marie Michel : la narratrice (voix)

## Réception
Projeté en exclusivité au cinéma indépendant le Saint-André-des-Arts, qui vient d'ouvrir ses portes au cœur du Quartier latin, La Salamandre totalise près de deux cent mille entrées pendant une année complète d'exploitation. « C’est peut-être le seul film en noir-blanc, 16mm et sans vedette qui ait fait 200 000 entrées à Paris », a déclaré Bulle Ogier.

## Distinctions
Le film a été présenté à la Quinzaine des réalisateurs, en sélection parallèle du festival de Cannes 1971.

## Autour du film
- La Salamandre a été restauré entre 1996 et 1999 par Memoriav et le laboratoire Schwartz-Film.
- En 2013, on aperçoit furtivement Jean-Luc Bideau dans une archive du film La Salamandre. Cette archive est visible dans le film Deux automnes trois hivers de Sébastien Betbeder (source : générique).
- Une scène du film est rejouée par des lycéens de l'option cinéma du lycée Romain-Rolland d'Ivry-sur-Seine dans le documentaire Nos défaites réalisé par Jean-Gabriel Périot, et sorti en 2019.
- Le film a été tourné à Genève, La Plaine et, pour ce qui est de l'excursion de quatre jours du trio Pierre, Paul et Rosemonde dans la vallée de La Brévine ainsi qu'à Le Cerneux-Péquignot.
- Un texte de Heinrich Heine est lu de la 67e à la 68e minute : « [...] Une nouvelle génération se lèvera, engendrée dans des embrassements librement choisis, et non plus sur une couche de corvée et sous le contrôle de percepteurs du clergé [...] ». Il est tiré du Voyage de Munich à Gênes, 1828 (dans H. Heine, Reisebilder = Tableaux de voyage, nouvelle éd., Paris 1856, vol. 2, p. 104).
- Alain Tanner prénomme « Paul » un de ses personnages principaux, comme dans quasiment tous ses films et qui représente l'alter ego du réalisateur.